# Makdús

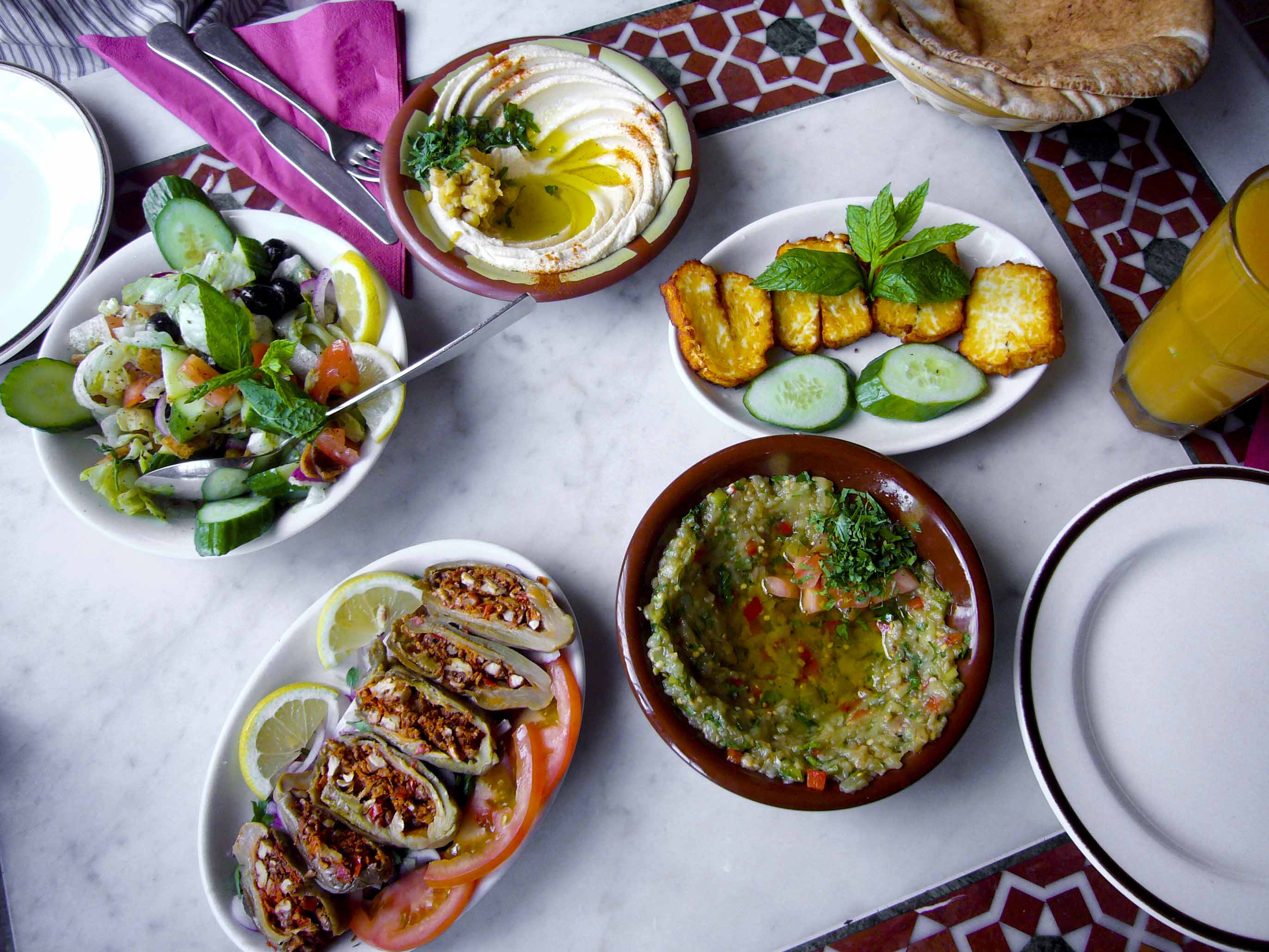
Una comida siria, con makdús abajo a la izquierda. Siguiendo en el sentido de las agujas del reloj: ensalada siria, hummus, halloumi y baba ganush con pan de pita parcialmente visible en la esquina superior derecha.

El makdús (en árabe المكدوس al-makdūs o a veces المقدوس al-maqdūs) es un plato consistente en berenjenas maceradas en aceite. Originario de Palestina, Siria, Líbano y Israel, se elabora con berenjenas pequeñas que se rellena con nueces, cayena, ajo, aceite de oliva y sal. A veces se añade pimentón.
La forma correcta de pronunciación y escritura de este plato es «makdús» en español y «makdoos» en inglés.